# Qubbat al-Khazna

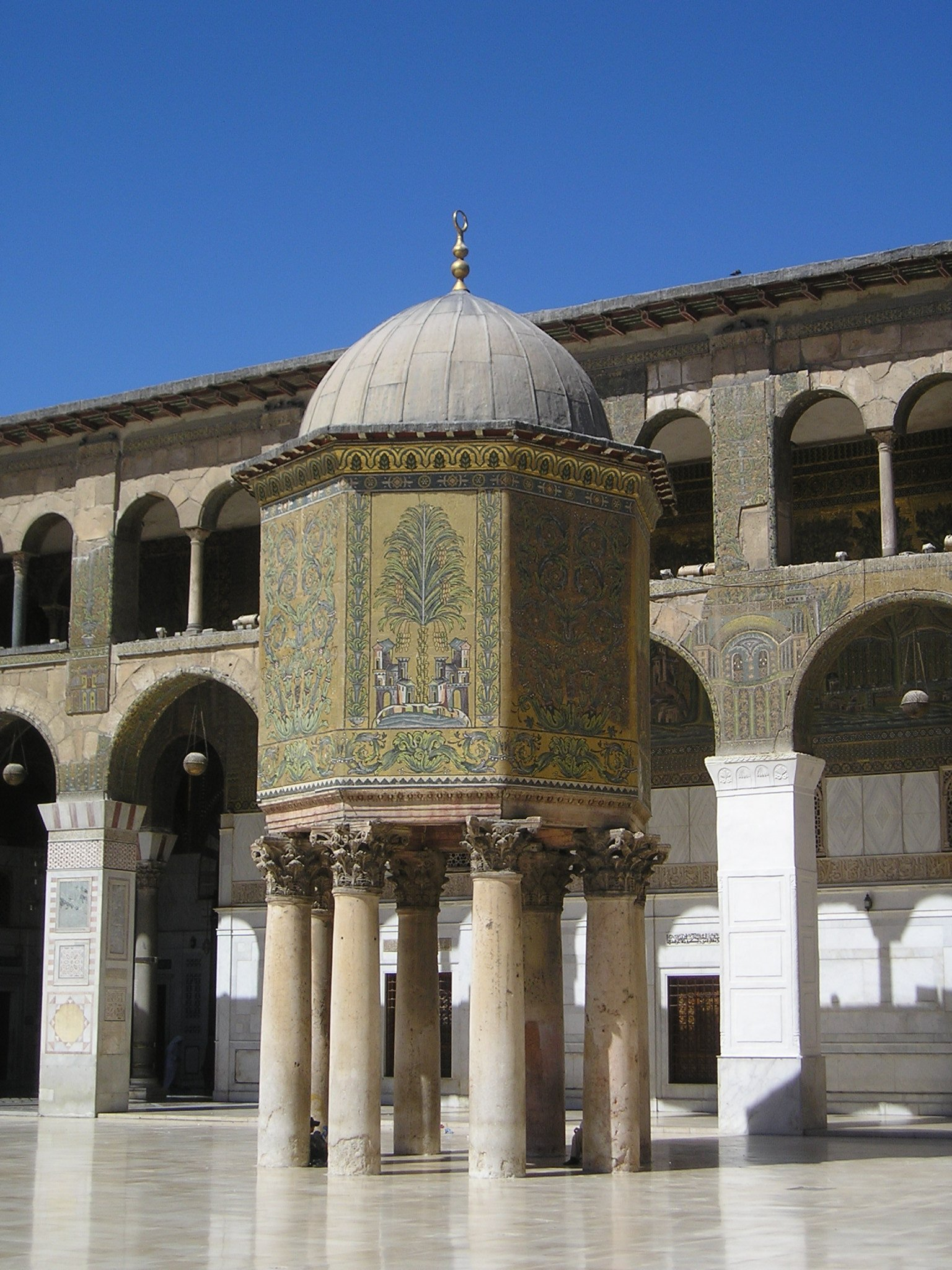

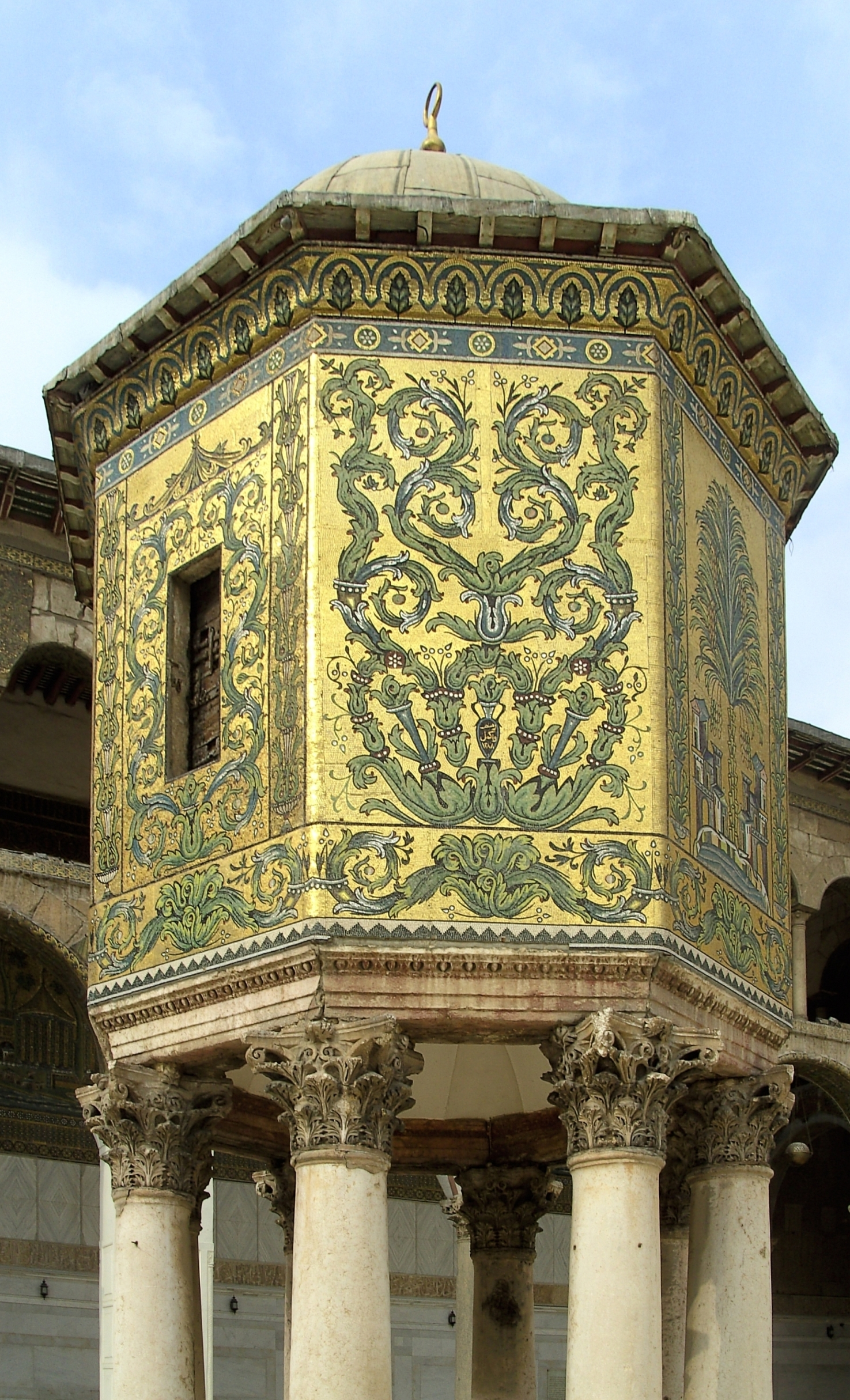

Il Qubbat al-Khazna (in arabo: قبة الخزنة) cioè la cupola del tesoro è una struttura all'interno del cortile della Grande Moschea degli Omayyadi a Damasco, in Siria. Si tratta di una struttura ottagonale decorata con mosaici, che si regge su otto colonne di epoca romana. Come la facciata della sala di preghiera della moschea, era completamente ricoperta di mosaici e fu costruita per ordine del governatore di Damasco, Al-Fadl ibn Salih, nel 789.
Era utilizzata per conservare i grandi tesori della moschea. Alcuni manoscritti greci, latini, siriani, copti, ebraici, aramaici e georgiani in passato furono tenuti qui dentro: tra questi, ad esempio, ci furono Onciale 0126, Onciale 0144, Onciale 0145, Onciale 062, Onciale 072. . Quando l'imperatore Guglielmo II di Germania visitò Damasco nel 1898, accompagnato da alcuni studiosi, fu permesso loro di guardarli, per un breve periodo di tempo.